# Schützenrudel
Als Schützenrudel wird die breite, in zwei Reihen hintereinander versetzte Art der Aufstellung und Bewegung von Infanterie im Gelände bezeichnet. Diese Aufstellungs- und Bewegungsart wird meistens von einer Gruppe, seltener auch von einem Zug gebildet. Im österreichischen Bundesheer bezeichnet man diese Aufstellung als Schützenkette.
Die tiefe Aufstellung und Bewegung einer Teileinheit ist die Schützenreihe.
Die Formation für die nächsthöhere Gefechtsbereitschaft wäre der Schützenigel; dieser ermöglicht einer Gruppe eine Rundumsicherung.

## Aufbau und Zusammensetzung

Gliederung eines Schützenrudels

Die Soldaten bilden eine breite, geöffnete Anordnung, um z. B. auf breiter Front mit allen Waffen die Kampfhandlung sofort aufnehmen zu können. Auch kann in einem Schützenrudel quer verlaufende Deckung wie eine Steinmauer von allen Soldaten genutzt oder aus der Formation offenes Gelände oder Geländeteile wie eine Straße gemeinsam im Sprung auf ein Kommando hin überwunden werden.
Ähnliche Arten der Fortbewegung werden auch im nicht-militärischen Bereich beim Durchkämmen von Geländeabschnitten verwendet, um beispielsweise Suchaktionen zu erleichtern und einen möglichst großen Bereich abdecken zu können.

### Beobachtungsbereiche
Die Soldaten beobachten und wirken mit ihren Waffen grundsätzlich nach vorn. Dabei sichern und überwachen die außen marschierenden Soldaten auch nach links bzw. rechts.

## Vor- und Nachteile
- Alle Waffen können gleichzeitig auf den Feind wirken.
- Die Soldaten behindern oder gefährden einander beim Feuerkampf nicht.
- Durch die breite Anordnung ist die Koordination und Kommunikation untereinander schwieriger, dadurch sind auch längere Strecken anstrengender und benötigen mehr Zeit.
- Die Führung ist erschwert.
- Die breite, geöffnete Ordnung ist im Gelände auffälliger als die tief gestaffelte der Schützenreihe.
- Das Schützenrudel ist anfälliger für einen Flankenangriff. Daher wird, sobald es die Lage zulässt, die Teileinheit zur Schützenreihe zurückgegliedert.